# Синегрудая танагра
Синегрудая танагра (лат. Tangara cyanoventris) — вид новонёбных птиц из семейства танагровых. Распространён в юго-восточной Бразилии (от Эспириту-Санту до Парана). Обитают во влажных горных лесах и лесных границах, а также во вторичных лесистых местностях; на высоте до 500-1800 метров над уровнем моря. Длина тела 13,5 см.